# Campionati jugoslavi di sci alpino 1963
Ai Campionati jugoslavi di sci alpino 1963 furono assegnati i titoli di discesa libera, slalom gigante, slalom speciale e combinata, sia maschili sia femminili.

## Risultati
| Specialità      | Uomini       | Donne          |
| --------------- | ------------ | -------------- |
| Discesa libera  | Peter Lakota | Zmaga Klofutar |
| Slalom gigante  | Fric Detiček | Krista Fanedl  |
| Slalom speciale | Peter Lakota | Krista Fanedl  |
| Combinata       | Fric Detiček | Krista Fanedl  |